# Roy Nelson
Roy Nelson (ur. 20 czerwca 1976 w Las Vegas) – amerykański zawodnik mieszanych sztuk walki (MMA), mistrz International Fight League w wadze ciężkiej z 2007 oraz zwycięzca 10 sezonu The Ultimate Fighter z 2009, posiadacz czarnych pasów w brazylijskim jiu-jitsu oraz kung-fu. Znany z nokautującego ciosu oraz dużej odporności na ciosy.

## Kariera sportowa
W wieku 16 lat zaczął trenować kung-fu, następnie od 2000 roku brazylijskie jiu-jitsu pod okiem zawodnika UFC Johna Lewisa. Po czterech latach treningu na macie, zadebiutował zawodowo w MMA. W 2009 został promowany na czarny pas w bjj przez Renzo Gracie.
W MMA zadebiutował 17 kwietnia 2004 w turnieju wagi ciężkiej Rage on the River, który wygrał, pokonując dwóch rywali jednego wieczoru. W latach 2007–2008 był związany z International Fight League, gdzie był w drużynie Lion's Den prowadzonej przez Kena Shamrocka. 29 grudnia 2007 sięgnął po mistrzostwo IFL wagi ciężkiej, nokautując w mistrzowskim boju Antoine Jaoude. Tytuł bronił dwukrotnie, nokautując kolejno Fabiano Schernera oraz Brada Imesa, po czym IFL zbakrutowało i przestało funkcjonować.
4 października 2008 na gali Elite Xtreme Combat przegrał z Białorusinem Andrejem Arłouskim przez KO. 
W 2009 wziął udział w reality show The Ultimate Fighter, gdzie podczas trwania programu pokonał m.in. Kimbo Slice'a. W finale, który miał miejsce 5 grudnia 2009, znokautował Brendana Schauba i wygrał 10 edycję TUF-a. 
Od 2010 do 2012 walczył ze ścisłą czołówką wagi ciężkiej UFC – Stefem Struvem, Mirko Filipoviciem, Juniorem dos Santosem, Frankiem Mirem czy Fabricio Werdumem, wygrywając z dwoma pierwszymi.
W latach 2012–2013 zwyciężył trzy pojedynki z rzędu, pokonując m.in. Cheicka Kongo. 19 października 2013 musiał uznać wyższość Daniela Cormiera, przegrywając z nim na punkty. 11 kwietnia 2014 ciężko znokautował Antônio Rodrigo Nogueirę, otrzymując za to bonus finansowy. 20 września 2014 przegrał przez KO z byłym kickbokserem Markiem Huntem - była to pierwsza porażka w UFC Nelsona przed czasem i w sumie druga w dotychczasowej karierze. 
W 2015 nie wygrał żadnego pojedynku, przegrywając wysoko na punkty z Alistairem Overeemem oraz Joshem Barnettem. 24 września 2016 znokautował Antônio Silvę w 2. rundzie.
26 maja 2017 związał się z Bellator MMA.

## Osiągnięcia

### Mieszane sztuki walki
- 2004: Rage on the River – 1. miejsce w turnieju wagi ciężkiej
- 2007: IFL Heavyweight Grand Prix – 1. miejsce w turnieju wagi ciężkiej
- 2007–2008: mistrz International Fight League w wadze ciężkiej
- 2009: The Ultimate Fighter 10 – zwycięzca programu w wadze ciężkiej

### Grappling
- 2003: mistrz superfight Grapplers Quest w wadze ciężkiej